# Музыка Польши
История музыки Польши охватывает период от Средних веков до современности.

## До XVII века

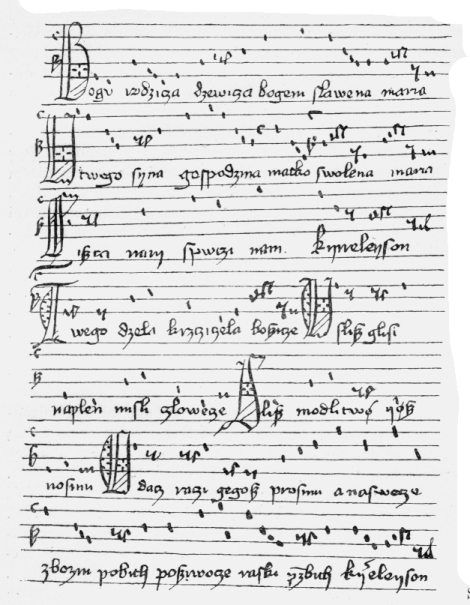
Манускрипт гимна «Богородица» (1407)

Самые ранние из польских музыкальных композиций (например, манускрипты полифонической музыки, найденные в Старом Сонче), датируются XIII веком. Примерно в это же время была написана «Богородица», самая старая известная польская песня. Но первый известный польский композитор, Миколай Радомский, жил в XV веке.
В XVI веке такие композиторы, как живший в Кракове с пяти лет итальянец Диомед Като, привнесли в национальные польские мелодии элементы европейской музыки. В то время также жили и творили и другие позже прославившиеся композиторы, например, Вацлав из Шамотул.

## XVII—XIX века
В конце XVI—начале XVII века (эпоха барокко) при дворе Сигизмунда III, а затем Владислава IV работала группа итальянских композиторов, в их числе — Лука Маренцио, Джованни Франческо Анерио и Марко Скаччи. Среди поляков же были известны такие композиторы, как Адам Ярзанбский и Марцин Мельчевский.
В конце 1630-х годов в Польше начинает развиваться опера. Например, Франческа Каччини написала для короля Владислава оперу «La liberazione di Ruggiero dall’isola d’Alcina», премьера которой прошла в Варшаве в 1628 году.

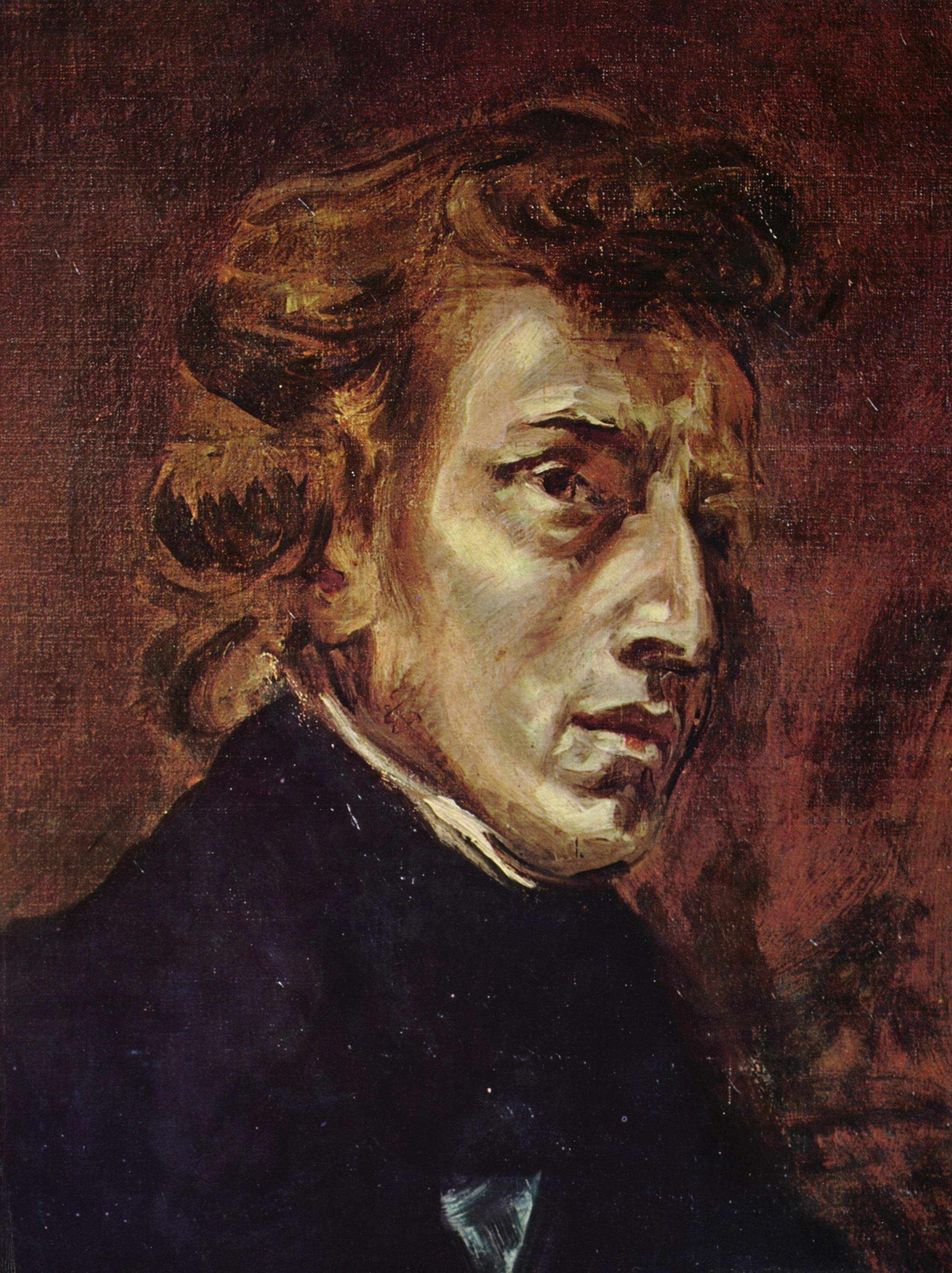
Фридерик Шопен. Портрет работы Эжена Делакруа, 1838

В конце XVII века Польша пришла в упадок, что сказалось и на её культуре. Тем не менее именно в XVII—XVIII веках возник и получил известность полонез. Полонезы для фортепьяно писали многие композиторы, например, Фридерик Шопен, Михаил Клеофас Огинский, Кароль Курпиньский, Юлиуш Зарембский, Генрик Венявский, Мечислав Янович Карлович и Юзеф Эльснер. Польская опера развивалась благодаря Станиславу Монюшко, автору ряда опер, а, кроме того, песен, кантат и балетов.
В середине XVIII века появились первые польские симфонии Яцека Щуровского, Антони Мильвида, Яна Ваньского, Войцеха Данковского и других.

## Народная музыка
Польская народная музыка, в частности, мазурка и полонез, широко распространились по Европе.

## Современная музыка
В Польше XXI века работают музыкальные коллективы, исполняющие произведения во многих музыкальных стилях: от камерной фортепианной музыки (Фортепианный дуэт имени Лютославского) до экстремальных разновидностей металла (Behemoth), от синти-попа (Kombi), рэп-металла (2PU), фолка (Brathanki), популярной музыки (Blog 27), ска-панка (Пижама порно) до эмбиента (Aural Planet).